# مونتيفلترو

شعار عائلة مونتيفلترو

مونتيفلترو أسرة إيطالية نبيلة من ماركي حكمت أوربينو أولا ثم دوقية أوربينو وهي دولة كبيرة تشمل الجزء الشمالي من ماركي وأومبريا العليا.